# Hans Swärd
Hans Gösta Folke Swärd, född 17 december 1943, är en svensk professor i socialt arbete vid Socialhögskolan inom Lunds universitet. Han forskar om fattigdom och hemlöshet. Våren 2012 stod han som arrangör för en nationell konferens om hemlöshet.
Han är ordförande i Centralförbundet för socialt arbete och sedan 2005 redaktör för forskningssupplementet (två nummer per år) till tidskriften Socionomen.